# شیزس
 «شیزس» (به انگلیسی: Sheezus) سومین آلبوم استودیویی اثر خواننده و ترانه‌سرا بریتانیایی لی‌لی آلن است که در ۲ مه ۲۰۱۴ توسط پارلفون منتشر شد.